# Терясвирта, Эйнари
Эйнари Аллан Терясвирта (фин. Einari Allan Teräsvirta; 17 декабря 1914 — 23 ноября 1995) — финский гимнаст, олимпийский чемпион.
Эйнари Терясвирта родился в 1914 году в Выборге. В 1932 году принял участие в Олимпийских играх в Лос-Анджелесе, где стал обладателем бронзовых медалей в упражнениях на перекладине и в командном первенстве. В 1936 году в составе финской команды завоевал бронзовую медаль на Олимпийских играх в Берлине. В 1948 году в составе финской команды стал чемпионом Олимпийских игр в Лондоне.